# 키썸
키썸(Kisum, 본명: 조혜령, 1994년 1월 20일~)은 대한민국의 래퍼, 방송인이다.
정식 데뷔 전 경기도 G BUS TV에 출연하면서 인지도를 얻으며 경기도의 딸이라는 애칭을 얻었고, 2013년 래퍼로 정식데뷔 했다. 예명인 KISUM은 독일어로 음악을 뜻하는 단어인 Musik을 거꾸로 쓰는 것에서 착안한 예명이다.

## 학력
- 서울잠동초등학교 (졸업 - 2006년)
- 잠실중학교 (졸업 - 2009년)
- 영파여자고등학교 (졸업 - 2012년)

## 음반

### 싱글 음반
- First Love (2013년 12월 27일 발매, 세아(경지애)와 공동작업)
- Liar (2014년 3월 4일 발매, 세아(경지애)와 공동작업)
- Put it Down (2014년 5월 15일 발매, Feat. 민훈기)
- Show Off (2015년 6월 17일 발매)
- 심상치 않아 (2015년 7월 23일 발매, Feat. 주영)
- LOVE TALK (2015년 10월 29일 발매, Feat. 화사(마마무))
- 맥주 두 잔 (2016년 6월 1일 발매)
- 남겨둘게 (Feat. 헤이즈) (2018년 3월 27일 발매)
- 100% (2018년 7월 23일 발매)
- 내게 인사해주세요 (Feat.우디) (2019년 4월 17일 발매)
- THE 1st KEY TO SUM ISLAND (2020년 3월 23일 발매)
- THE 2nd KEY TO SUM ISLAND (2022년 1월 29일 발매)
- 냅두세요 (2023년 8월 5일 발매)
- 서, 어른 (2024년 4월 16일 발매)

### EP 음반
- Like It (2014년 8월 29일 발매)
- Musik[2] (2016년 6월 23일 발매)
- The Sun, The Moon (2017년 4월 14일 발매)
- yeah!술 (2019년 8월 20일 발매)

### 참여 음반
- Feedback(피드백) (2014년 4월 28일 발매, 릴샴, 보라(씨스타), 제이스, 아둥가와 공동작업)
- 언프리티 랩스타 Track 5 (2015년 3월 6일 발매) → 슈퍼스타 (Prod by D.O) 수록
- 평생학습 행복송 - Enjoy Together (2015년 3월 9일 발매)
- 언프리티 랩스타 SEMI FINAL 2 (2015년 4월 1일 발매, Feat. 인순이) → To.Mom 수록
- 언프리티 랩스타 컴필레이션 (2015년 4월 24일 발매)
- White Style (2015년 6월 17일 발매, Feat. 김호연(달 좋은 밤)
- ATTACK[3](2015년 8월 13일 발매)
- 제이스 디지털 싱글｢성에 안차｣ (2015년 8월 21일 발매, Feat. 키썸)
- 이단옆차기 프로젝트 Vol.5 (2015년 9월 2일, 옴므와 공동작업) → 3초 수록
- 유성은 디지털 싱글 ｢질투｣ (2016년 4월 11일 발매, Feat. 키썸)
- 힙알못 프로젝트 (2016년 11월 22일, 홍대광과 공동작업) → 힙합이 뭔데 수록
- 왜 또 봄이야 (2017년 3월 16일 발매, 차오루(피에스타), 예린(여자친구)과 공동작업)
- FRUITY (2017년 6월 29일, 효린(씨스타)과 공동작업) → FRUITY 수록
- MAKE YOUR OWN STYLE (2019년 9월 9일 발표, 현대건설과 공동작업)
- SUN & MOON (2021년 4월 17일 발매, $ÜN과 공동작업)
- Shall We Go (2023년 9월 4일 발표, 한미동맹 70주년 기념 대한민국 육군과 공동작업)

### OST
- 함부로 애틋하게 OST Part 2 (2016년 7월 7일 발매, 임슬옹(2AM)과 공동작업) → 틀린그림찾기 수록
- 최강 배달꾼 OST Part 6 (2017년 8월 26일 발매, 김채원(에이프릴)과 공동작업) → 니가 필요해 수록
- Suits OST Part.4 (2018년 5월 16일 발매, 강민경(다비치)과 공동작업) → 비 오는 거리 너와 나 수록
- 절대 그이 OST Part.3 (2019년 5월 31일, 은하(여자친구)와 공동작업) → Mr. Stranger 수록
- 반예인 OST Part 1 (2020년 7월 9일 발매, 보라(씨스타)와 공동작업) → Want It 수록
- 블레이드 앤 소울 OST (2021년 6월 30일 발매) → Beyond The Limit 수록

## 출연 작품

### 방송
- 2014년 Mnet《Show Me The Money 3》
- 2015년 Mnet《언프리티 랩스타 1》
- 2015년 MBC 에브리원, MBC《천생연분 리턴즈》
- 2015년 MBC 에브리원《웹툰히어로 툰드라쇼》
- 2016년 MBC 에브리원《비디오스타》
- 2016년 MBC《황금어장 라디오스타》
- 2016년 EBS《주간 일요 FM 라디오 청소년 소통 프로젝트 경청》(2016년 9월 4일~ 2017년 8월 27일, 진행자)
- 2016년 TvN《마이 런웨이》
- 2017년 TvN《트렌더스》
- 2017년 MBC 에브리원《로맨스의 아키타》
- 2017년 KBS 2TV《불후의 명곡》(2017년 5월 27일, 2017년 7월 1일)
- 2018년 MBC 스포츠《7전 8큐 시즌1》
- 2018년 MBC 스포츠《7전 8큐 시즌2》
- 2018년 MBC《미스터리 음악쇼 복면가왕》(러브걸(참가자))
- 2018년 EBS 1TV《중2끼리 하우스》(2018년 7월 22일~ 2018년 8월 19일, 단독 MC)
- 2018년 TvN《어쩌다 행동과학연구소》
- 2018년 채널A《골든사인》
- 2019년 E채널《내 형제의 연인들: 가족이 보고있다》
- 2019년 JTBC《투유 프로젝트 - 슈가맨》
- 2020년 MBC 에브리원《대한외국인》
- 2022년 SBS《골 때리는 그녀들》
- 2022년 KBS 2TV《불후의 명곡》(2022년 12월 17일)
- 2023년 MBC《생방송 행복드림 로또 6/45》(게스트 1050회)
- 2023년 TV조선《국가가 부른다 (TV조선 프로그램)》

## 수상 목록
- 2023년 SBS 연예대상 야신상
- 2024년 대한민국 예술문화인대상 시상식 스포테이너 부문 수상

## 직계 가족 관계
- 아버지와 어머니의 슬하 1남 1녀 중 막내(그 가운데 어머니 오소영 여사, 오빠 조완호)